# Metreta
La metreta (in greco antico: μετρητής?, metretés) era un'unità di misura di volume in uso nell'antica Grecia.

## Definizione
La metreta, chiamata talora "anfora greca", era un'antica unità di misura di capacità per i liquidi, che nel sistema attico di Solone corrispondeva a 144 cotili (κοτύλαι) o cotile (38,88 litri).